# Harrison Dillard
William Harrison  Dillard (Cleveland, 8 de julho de 1923 – Cleveland, 15 de novembro de 2019) foi um velocista norte-americano e o único campeão olímpico dos 100 m rasos e dos 110 m c/ barreiras.
Começou a correr sozinho aos oito anos de idade num beco da área pobre de Cleveland, usando molas de assentos de carros abandonados como barreiras.  Depois de se iniciar no atletismo na escola secundária, foi alistado no exército no início da II Guerra Mundial, integrando a famosa 92ª Divisão de Infantaria, formada apenas por negros de todos os estados americanos, atuante na Primeira e na Segunda Guerra. Depois da guerra retornou ao atletismo, inspirado por Jesse Owens, também de Cleveland e aluno anteriormente do mesmo colégio, o East Technical High School, que Dillard. Velocista com talento para a corrida rasa e para as barreiras, em 1946 e 1947 igualou o recorde mundial das 120 jardas e das 220 jardas com barreiras. Entre 1947 e 1948 venceu 82 corridas consecutivas.
Dillard não conseguiu se qualificar nas eliminatórias americanas para Londres 1948 na prova de barreiras, sua maior especialidade, quando competiu na última delas e não conseguiu terminá-la, mas ficou em terceiro nos 100 m rasos. Na final olímpica, ele venceu a prova por centésimos de segundo, em uma chegada que pareceu empatada com seu compatriota Barney Ewell, igualando o recorde mundial da distância; esta foi a a primeira vez nos Jogos Olímpicos que foi usado o recurso do photo finish para se poder descobrir um vencedor nos 100 m rasos. No último dia do atletismo, ganhou uma segunda medalha de ouro integrando o revezamento 4x100 metros.
Em Helsinque 1952 disputou individualmente apenas a prova de sua especialidade, os 110 m c/ barreiras, conquistando uma terceira medalha de ouro e novo recorde olímpico, e tornou-se bicampeão do revezamento  4x100 m, junto com Dean Smith, Lindy Remigino – o vencedor dos 100 m –  e Andy Stanfield – o vencedor dos 200 m – acumulando um total de quatro medalhas de ouro olímpicas.
Dillard morreu no dia 15 de novembro de 2019, aos 96 anos em decorrência do câncer de estômago.